# プロビデンシアレス島
プロビデンシアレス島 (Providenciales) は、カリブ海の島である。イギリスの海外領土であるタークス・カイコス諸島西部に位置している。

## 概要
1984年以降、フランスのリゾート会社クラブメッドにより開発が進められている観光の島である。1980年の人口は977人だったが、2012年には2万3769人に増加した。島の人口はタークス・カイコス諸島全体の7割を占めるまでになっている。
島の中央部にプロビデンシアレス国際空港が立地している。